# ومو (فلوریدا)
ومو (به انگلیسی: Vamo) یک منطقهٔ مسکونی در ایالات متحده آمریکا است که در شهرستان ساراسوتا، فلوریدا واقع شده‌است. ومو ۴٫۹ کیلومتر مربع مساحت و ۴٬۷۲۷ نفر جمعیت دارد و ۴ متر بالاتر از سطح دریا واقع شده‌است.